# Декрет
Декре́т (лат. decretum — постанова, від лат. decernere — постановити) — правовий акт, постанова органу влади або посадової особи.
У Стародавньому Римі декретами іменувалися акти колегіального органу влади, зокрема сенату, й постанови претора в судових справах. В імператорський період так називалися акти імператора.
У Франції після Великої французької революції назву декретів отримали акти Конвенту та інших законодавчих органів Французької республіки; пізніше — укази виконавчої влади. Саме тоді сформувався підхід, відповідно до якого декрет володіє силою закону і почасти його замінює.
Після Жовтневого перевороту в Росії, інших радянських республіках і в СРСР декретами називалися деякі законодавчі акти з'їздів Рад, ВЦВК, РНК РРФСР. Відомі декрети про землю, про мир, про суд тощо. В СРСР видання декретів припинилося не пізніше 1936 року.
Крім того, декрети приймав Другий Ватиканський собор Католицької Церкви.

## Чехія
- 1409: Кутногірський декрет

## СРСР
У перші роки становлення радянської влади на території колишньої Російської імперії декрети були найпоширенішою формою законодавчих актів. Також «декретами радянської влади» дуже часто називали взагалі всі акти «радянської держави» того часу.
Декрети видавали з'їзди рад, ВЦВК, Раднарком, а після утворення СРСР — ЦВК СРСР, Президія ЦВК та РНК СРСР.
Загалом декрети не відрізнялися за формою від інших видів законодавчих актів (звернень, постанов чи декларацій), але зазвичай «декретами» називали особливо важливі акти.
Найвідоміші ранні декрети:
- Декрет про мир (1917),
- Декрет про землю 1917.[3]

14 (27) грудня 1917 ЦВК Радянської України поширив на підконтрольну радянській владі територію України дію декретів і розпоряджень уряду Радянської Росії. Також органи влади Радянської України видали кілька власних декретів щодо націоналізації підприємств, створення радянського державного апарату, заміни старих органів управління новими, «соціалістичної» перебудови науки і культури тощо.
Конституція СРСР 1924 року і Конституція УСРР 1929 року передбачали видання декретів, але наступні конституції (Конституція СРСР 1936 року та Конституція УРСР 1937 року) видання декретів уже не передбачали.

## Україна
Кабінет Міністрів України упродовж півроку у грудні 1992 року—травні 1993 року був уповноважений Верховною Радою України видавати декрети, що мали силу законів. Частина з них досі чинна (станом на 7 лютого 2023 року).

## Білорусь
Президент Білорусі має повноваження видавати декрети, що мають силу законів.

## Канонічне право
Декрет — це також документ єпископа або архієпископа певної єпархії, адресований священикам (зазвичай вікаріям) про переведення або зміну парафій окремих священнослужителів. Також видають укази настоятелі чернечих орденів (по відношенню до членів ордену) та Святий Престол.